# Komm, gib mir deine Hand / Sie liebt dich
Komm, gib mir deine Hand en Sie liebt dich zijn twee liederen van The Beatles die respectievelijk de A-kant en de B-kant vormen van een single uit 1964. Het zijn vertalingen van eerder nummers, I Want to Hold Your Hand en She Loves You, geschreven door John Lennon en Paul McCartney. De vertalingen naar het Duits werden verzorgd door de Luxemburgse musicus Camillo Felgen onder het pseudoniem van Jean Nicolas.

## Achtergrond en opname
Het West-Duitse onderlabel van EMI Records, Odeon Records, overtuigde producer George Martin en manager Brian Epstein om Duitse versies van grote Beatles-hits op te nemen. Tijdens een marathon-concertseizoen in de Olympia te Parijs speelden The Beatles vijftien dagen lang twee à drie shows iedere dag in januari en februari 1964. Op 29 januari doken The Beatles de EMI Pathé-Marconi Studios te Boulogne-Billancourt binnen om zangpartijen van Komm, gib mir deine Hand en Sie liebt dich op te nemen. Voor Komm, gib mir deine hand waren elf takes nodig. De nieuwe zangpartij werd toegevoegd aan de originele ritmepartij van I Want to Hold Your Hand van 17 oktober 1963. Voor Sie liebt dich waren veertien takes nodig en namen The Beatles het hele nummer opnieuw op. Er werd geen gebruik gemaakt van de originele opnames van She Loves You. Ook het (Engelstalige) lied Can't Buy Me Love werd die dag opgenomen.

## Muzikanten

### Komm, gib mir deine Hand
- George Harrison — zang, leadgitaar, handgeklap
- John Lennon — zang, ritmegitaar, handgeklap
- Paul McCartney — zang, basgitaar, handgeklap
- Ringo Starr — drums, handgeklap
- George Martin - producer
- Norman Smith - technicus

### Sie liebt dich
- George Harrison — zang, leadgitaar
- John Lennon — zang, ritmegitaar
- Paul McCartney — zang, basgitaar
- Ringo Starr — drums
- George Martin - producer
- Norman Smith - technicus